# Coppa Italia 2020-2021 (calcio a 5)
La Coppa Italia 2020-2021 è stata la 36ª edizione assoluta della manifestazione e la 18ª disputata con la formula final eight. Anche se inizialmente la partecipazione sarebbe dovuta essere riservata alle prime 8 formazioni al termine del girone d'andata, a seguito del numeroso ammontare di partite rinviate durante la stagione la partecipazione è stata allargata a tutte le formazioni di Serie A. La Final Eight, inizialmente prevista dal 25 al 28 marzo 2021, si è tenuta tra il 22 e il 25 aprile, in concomitanza con la final eight di Coppa Italia femminile.

## Formula
Il torneo si svolgeva con gare a eliminazione diretta di sola andata. In aggiunta alla fase finale, la formula di quest'edizione ha previsto un turno preliminare: le prime due squadre classificate al completamento delle gare del girone di andata erano qualificate di diritto alla Final Eight, mentre le restanti 12 hanno partecipato al turno preliminare.

## Squadre qualificate
Sono iscritte d'ufficio tutte le società partecipanti al campionato nazionale maschile di Serie A. Le prime due squadre al completamento delle gare del girone di andata del campionato di Serie A hanno avuto direttamente accesso ai quarti di finale, mentre le rimanenti si sono scontrate tra loro nel turno preliminare.
| Final Eight | Final Eight    | Turno preliminare | Turno preliminare | Turno preliminare | Turno preliminare |
| 1           | Acqua e Sapone | 3                 | CAME Treviso      | 9                 | C.M.B.            |
| 2           | Italservice    | 4                 | Petrarca          | 10                | Mantova           |
|             |                | 5                 | Sandro Abate      | 11                | Lido di Ostia     |
|             |                | 6                 | Real San Giuseppe | 12                | Aniene            |
|             |                | 7                 | Feldi Eboli       | 13                | Pescara           |
|             |                | 8                 | Meta Catania      | 14                | CDM Genova        |

## Turno preliminare
Gli abbinamenti erano predeterminati prima dell'inizio della competizione in base alla posizione in classifica occupata dalle società al termine del girone di andata. Il turno preliminare si è disputato in gara secca in casa della squadra meglio classificata al completamento delle gare del girone d'andata: passava il turno la squadra che avrebbe segnato più reti. In caso di parità al termine dei tempi regolamentari si sarebbero disputati due tempi supplementari di 5' ciascuno, al termine dei quali, in caso di perdurante parità, si sarebbero svolti i tiri di rigore.
| Squadra 1         | Risultato | Squadra 2     |
| ----------------- | --------- | ------------- |
| CAME Treviso      | 8 - 2     | CDM Genova    |
| Petrarca          | 3 - 6     | Pescara       |
| Sandro Abate      | 4 - 1     | Aniene        |
| Real San Giuseppe | 2 - 6     | Lido di Ostia |
| Feldi Eboli       | 5 - 0     | Mantova       |
| Meta Catania      | 3 - 4     | C.M.B.        |

| Arbitri: | Gianfranco Marangi (Brindisi) Federico Beggio (Padova) |
| Crono:   | Fabio Alfio Sfilio (Acireale)                          |

|                                           |           |                                                                              |
| Rossetti 5'15'’, 33'00'’ Musumeci 15'00'’ | Marcatori | 7'30'’ Wilde 31'10'’ (aut.) Dovara 34'30’ Pulvirenti 36'00'’ (aut.) Musumeci |

| Arbitri: | Giulio Colombin (Bassano del Grappa) Fabio Cozza (Cosenza) |
| Crono:   | Pasquale Crocifoglio (Napoli)                              |

|                                                                            |           |  |
| Caruso 8'58'’ Patias 10'09'’, 34'21'’ Dani Montes 16'35'’ Luizinho 19'26'’ | Marcatori |  |

| Arbitri: | Nicola Acquafredda (Molfetta) Angelo Galante (Ancona) |
| Crono:   | Giovanni Vitolo Ferraioli (Castellammare di Stabia)   |

|                                                             |           |                |
| Bagatini 1'00'’ Fantecele 9'20'’ Kaká 27'15'’ Crema 37'30'’ | Marcatori | 29'50'’ Cabeça |

| Arbitri: | Chiara Perona (Biella) Davide De Ninno (Varese) |
| Crono:   | Daniel Fior (Castelfranco Veneto)               |

| |           |                                |
| M. Schiochet 0'40'’ Vieira 13'40'’ Bertoni 19'40'’ Dener 21'30'’ Azzoni 23'00'’, 26'00'’, 38'00'’ Grippi 30'30'’ | Marcatori | 4'30’ Pizetta 39'00'’ Floresta |

| Arbitri: | Lorenzo Cursi (Jesi) Vincenzo Brischetto (Acireale) |
| Crono:   | Giuseppe Galasso (Avellino)                         |

|                          |           |                                                                                     |
| Portuga 34'23'’, 36'09'’ | Marcatori | 3'19'’ Cutrupi 3'39'’ Poletto 8'50'’ Esposito 10'37'’ Gedson 29'42'’, 31'11'’ Rocha |

| Arbitri: | Giovanni Zannola (Ostia Lido) Massimo Tariciotti (Ciampino) |
| Crono:   | Simone Tassinato (Padova)                                   |

|                                                        |           | |
| Rafinha Novaes 1'58'’ Fornari 18'08'’ V. Mello 28'46'’ | Marcatori | 1'13'’ Lê Ferreira 7'28'’ (aut.) V. Mello 10'03'’, 35'54'’ A. Ferreira 22'12'’ Morgado 26'29'’ Rober |

## Fase finale

### Regolamento
Le gare si svolgevano con formula a eliminazione diretta. In caso di parità al termine dei tempi regolamentari nelle sfide dei quarti e delle semifinali sono stati svolti direttamente i tiri di rigore, mentre nella finale, in tal caso, sarebbero stati svolti prima due tempi supplementari.

### Sorteggio
Il sorteggio per la final eight si è tenuto il 3 aprile alle 13 ed è stato trasmesso sui canali social della Divisione Calcio a 5, insieme a quello delle final eight delle altre categorie. Le squadre sono state divise in due gruppi: nel gruppo A figuravano le 2 squadre prime classificate al termine del girone d'andata, nel gruppo B le squadre provenienti dal turno preliminare. Le due squadre del gruppo A sono state sorteggiate in posizione 1 del primo e dell'ultimo quarto di finale, potendo così incontrarsi soltanto in finale.
| Gruppo A | Gruppo A       | Gruppo B      |
| 1        | Acqua e Sapone | CAME Treviso  |
| 2        | Italservice    | Sandro Abate  |
|          |                | Feldi Eboli   |
|          |                | C.M.B.        |
|          |                | Lido di Ostia |
|          |                | Pescara       |

### Tabellone
|  | Quarti di finale    | Quarti di finale    | Quarti di finale |                |                   | Semifinali        | Semifinali | Semifinali |  |  | Finale | Finale | Finale |  |
|  |                     |                     |                  |                |                   |                   |            |            |  |  |        |        |        |  |
|  | 2                   | Italservice         | 5                |                |                   |                   |            |            |  |  |        |        |        |  |
|  | 2                   | Italservice         | 5                |                |                   |                   |            |            |  |  |        |        |        |  |
|  |                     | Pescara             | 2                |                |                   |                   |            |            |  |  |        |        |        |  |
|  |                     | Pescara             | 2                | Italservice    | Italservice       | 7                 |            |            |  |  |        |        |        |  |
|  |                     |                     |                  | Italservice    | Italservice       | 7                 |            |            |  |  |        |        |        |  |
|  |                     |                     | Lido di Ostia    | Lido di Ostia  | 2                 |                   |            |            |  |  |        |        |        |  |
|  | Lido di Ostia (dcr) | Lido di Ostia (dcr) | Lido di Ostia    | Lido di Ostia  | 2                 | 2 (5)             |            |            |  |  |        |        |        |  |
|  | Lido di Ostia (dcr) | Lido di Ostia (dcr) |                  |                |                   |                   |            |            |  |  |        |        |        |  |
|  | C.M.B.              | C.M.B.              | 2 (4)            |                |                   |                   |            |            |  |  |        |        |        |  |
|  | C.M.B.              | C.M.B.              | 2 (4)            |                | Italservice       | Italservice       | 5          |            |  |  |        |        |        |  |
|  |                     |                     |                  |                |                   |                   |            |            |  |  |        |        |        |  |
|  |                     |                     | Feldi Eboli      | Feldi Eboli    | 3                 |                   |            |            |  |  |        |        |        |  |
|  | Feldi Eboli         | Feldi Eboli         | Feldi Eboli      | Feldi Eboli    | 3                 | 2                 |            |            |  |  |        |        |        |  |
|  | Feldi Eboli         | Feldi Eboli         |                  |                |                   |                   |            |            |  |  |        |        |        |  |
|  | Sandro Abate        | Sandro Abate        | 0                |                |                   |                   |            |            |  |  |        |        |        |  |
|  | Sandro Abate        | Sandro Abate        | 0                |                | Feldi Eboli (dcr) | Feldi Eboli (dcr) | 4 (5)      |            |  |  |        |        |        |  |
|  |                     |                     |                  |                | Feldi Eboli (dcr) | Feldi Eboli (dcr) | 4 (5)      |            |  |  |        |        |        |  |
|  |                     |                     | Acqua e Sapone   | Acqua e Sapone | 4 (4)             |                   |            |            |  |  |        |        |        |  |
|  | 1                   | Acqua e Sapone      | Acqua e Sapone   | Acqua e Sapone | 4 (4)             | 2                 |            |            |  |  |        |        |        |  |
|  | 1                   | Acqua e Sapone      |                  |                |                   |                   |            |            |  |  |        |        |        |  |
|  |                     | CAME Treviso        | 1                |                |                   |                   |            |            |  |  |        |        |        |  |

### Quarti di finale
| Arbitri: | Luigi Fiorentino (Molfetta) Arrigo D’Alessandro (Policoro) Natale Mazzone (Imola) |
| Crono:   | Stefano Parrella (Cesena)                                                         |

|                                                                             |           |                                    |
| Cuzzolino 24'03'’ (rig.), 37'42'’ Borruto 27'54'’ Miarelli 35'12'’, 36'58'’ | Marcatori | 38'16'’ Schmitt 38'57'’ Quintairos |

| Arbitri: | Lorenzo Di Guilmi (Vasto) Federico Beggio (Padova) Walter Suelotto (Bassano del Grappa) |
| Crono:   | Alberto Volpato (Castelfranco Veneto)                                                   |

|                                                          |                      |                                                 |
| Rocha 7'26'’, 18'22'’ (rig.)                             | Marcatori            | 26'49'’ Well 33'44'’ (t.l.) Cesaroni            |
| Gedson Motta Pazetti Cutrupi Gattarelli Poletto Esposito | Tiri di rigore 5 – 4 | Wilde Cesaroni Santos Well Ramon Bizjak Arvonio |

| Arbitri: | Daniele Di Resta (Roma 2) Alex Iannuzzi (Roma 1) Fabiano Maragno (Bologna) |
| Crono:   | Adriano Sodano (Bologna)                                                   |

|                             |           |  |
| Tres 26'00'’ Patias 37'45'’ | Marcatori |  |

| Arbitri: | Riccardo Davì (Bologna) Pasquale Marcello Falcone (Foggia) Lorenzo Cursi (Jesi) |
| Crono:   | Daniele Filannino (Jesi)                                                        |

|                              |           |                |
| Coco 18'34'’ Lukaian 38'20'’ | Marcatori | 31'42'’ Azzoni |

### Semifinali
| Arbitri: | Dario Pezzuto (Lecce) Donato Lamanuzzi (Molfetta) Paolo De Lorenzo (Brindisi) |
| Crono:   | Daniel Borgo (Schio)                                                          |

|                                                                                              |           |                                  |
| Salas 6'20'’ Borruto 6'56'’, 11'30'’, 16'28'’, 38'50'’ Cuzzolino 25'10'’ De Oliveira 39'50'’ | Marcatori | 2'19'’ Motta 3'58'’ (rig.) Rocha |

| Arbitri: | Angelo Galante (Ancona) Giulio Colombin (Bassano del Grappa) Simone Zanfino (Agropoli) |
| Crono:   | Andrea Saggese (Rovereto)                                                              |

|                                                     |                      |                                              |
| Montes 4'43'’ Patias 7'43'’, 39'45'’ Grello 38'30'’ | Marcatori            | 5'05'’, 24'32'’, 35'30'’ Lukaian 21'06'’ Gui |
| Patias Grello Tres Romano Luizinho Moura            | Tiri di rigore 5 – 4 | Lukaian Coco Calderolli Trentin Murilo Gui   |

### Finale
| Arbitri: | Chiara Perona (Biella) Nicola Manzione (Salerno) Michele Ronca (Rovigo) |
| Crono:   | Giovanni Vitolo Ferraioli (Castellammare di Stabia)                     |

| |            | |
| Cuzzolino 13'40'’ Borruto 14'50'’, 18'43'’ Marcelinho 19'40'’ Honorio 21'50'’ | Marcatori  | 24'33'’, 39'17'’ Canabarro 28'49'’ Luizinho |
| · Michele Miarelli · Felipe Tonidandel · Javier Adolfo Salas · Leandro Cuzzolino · 8'27'’ Marcelinho · Tommaso Vesprini · You Nouss Guennounna · Alex Antonioni · Nicolò Ceccolini · Giuliano Fortini · Humberto Honorio · 11'12'’ Cristian Borruto · Júlio De Oliveira · Jefferson | Formazioni | · Carlos Dalcin · Luizinho · Sergio Romano · Gabriel Grello 19'39'’ · Alessandro Patias · Samuele Glielmi · Marco Pasculli · Davide Moura · Umberto Caruso · Dani Montes · Rudinei Tres 36'22'’ · Vincenzo Caponigro · Gerardo Vitale · Rodrigo Canabarro 38'01'’ |
| Fulvio Colini | Allenatori | Alberto Riquer |

## Classifica marcatori
| Gol |  |  | Giocatore         | Squadra           |
| --- |  |  | ----------------- | ----------------- |
| 7   |  |  | Cristian Borruto  | Italservice       |
| 5   |  |  | Alessandro Patias | Feldi Eboli       |
| 5   |  |  | Raul Rocha        | Lido di Ostia     |
| 4   |  |  | Giacomo Azzoni    | CAME Treviso      |
| 4   |  |  | Lukaian Baptista  | Acqua e Sapone    |
| 4   |  |  | Leandro Cuzzolino | Italservice       |
| 2   |  |  | Rodrigo Canabarro | Feldi Eboli       |
| 2   |  |  | André Ferreira    | Pescara           |
| 2   |  |  | Luizinho          | Feldi Eboli       |
| 2   |  |  | Michele Miarelli  | Italservice       |
| 2   |  |  | Dani Montes       | Feldi Eboli       |
| 2   |  |  | Portuga           | Real San Giuseppe |
| 2   |  |  | Italo Rossetti    | Meta Catania      |

| Gol |  |  | Giocatore           | Squadra        |
| --- |  |  | ------------------- | -------------- |
| 1   |  |  | Antonio Bagatini    | Sandro Abate   |
| 1   |  |  | Edgar Bertoni       | CAME Treviso   |
| 1   |  |  | Cabeça              | Aniene         |
| 1   |  |  | Umberto Caruso      | Feldi Eboli    |
| 1   |  |  | Paolo Cesaroni      | C.M.B.         |
| 1   |  |  | Wellington Coco     | Acqua e Sapone |
| 1   |  |  | Manoel Crema        | Sandro Abate   |
| 1   |  |  | Christopher Cutrupi | Lido di Ostia  |
| 1   |  |  | Júlio De Oliveira   | Italservice    |
| 1   |  |  | Matheus Dener       | CAME Treviso   |
| 1   |  |  | Matteo Esposito     | Lido di Ostia  |
| 1   |  |  | André Fantecele     | Sandro Abate   |
| 1   |  |  | Lê Ferreira         | Pescara        |
| 1   |  |  | Damiano Floresta    | CDM Genova     |
| 1   |  |  | Jader Fornari       | Petrarca       |
| 1   |  |  | Gedson              | Lido di Ostia  |
| 1   |  |  | Gabriel Grello      | Feldi Eboli    |
| 1   |  |  | Thiago Grippi       | CAME Treviso   |
| 1   |  |  | Guilherme Gaio      | Acqua e Sapone |
| 1   |  |  | Humberto Honorio    | Italservice    |
| 1   |  |  | Kaká                | Sandro Abate   |
| 1   |  |  | Marcelinho          | Italservice    |
| 1   |  |  | Victor Mello        | Petrarca       |
| 1   |  |  | Eduardo Morgado     | Pescara        |
| 1   |  |  | Gabriel Motta       | Lido di Ostia  |
| 1   |  |  | Carmelo Musumeci    | Meta Catania   |
| 1   |  |  | Eriel Pizetta       | CDM Genova     |
| 1   |  |  | Fábio Poletto       | Lido di Ostia  |
| 1   |  |  | Giovanni Pulvirenti | C.M.B.         |
| 1   |  |  | Mariano Quintairos  | Pescara        |
| 1   |  |  | Rafinha Novaes      | Petrarca       |
| 1   |  |  | Rober               | Pescara        |
| 1   |  |  | Javier Adolfo Salas | Italservice    |
| 1   |  |  | Murilo Schiochet    | CAME Treviso   |
| 1   |  |  | Coco Schmitt        | Pescara        |
| 1   |  |  | Rudinei Tres        | Feldi Eboli    |
| 1   |  |  | Arlan Pablo Vieira  | CAME Treviso   |
| 1   |  |  | Pereira Well        | C.M.B.         |
| 1   |  |  | Wilde               | C.M.B.         |